# 袁悦
袁悅（1998年9月25日—），江苏扬州人，中国网球職業选手，职业生涯至今最高单打世界排名为第36位（2024年5月20日），赢得了一座WTA巡回赛冠军。
2018年江西國際女子網球公開賽，袁與刘燕妮搭檔參加女子双打比赛。這是袁悅首次亮相WTA的比賽。2019年5月19日，袁在2019国际网球联合会(ITF)世界网球巡回赛武汉站比赛獲得女子单打冠軍，這是袁职业生涯中第一项ITF女单冠军。2024年奥斯汀网球公开赛，袁悦在决赛中击败王曦雨，获得职业生涯首座WTA巡回赛單打冠軍。